# Maria Hinojosa
Maria Hinojosa (2 de julio de 1961) es una periodista mexicana-estadounidense. Es la presentadora  y productora ejecutiva de Latino USA. en Radio Pública Nacional, un espectáculo radiofónico público dedicado a asuntos latinos. Es también la fundadora, presidente y CEO de Futuro Media Group, el cual produce el programa.
Hinojosa ha ganado tres premios televisivos Emmy y en 2012 obtuvo el premio John Chancellor, uno de los galardones más cotizados para los informadores de Estados Unidos otorgado por Universidad de Columbia.